# ソユーズTMA-17
ソユーズTMA-17は、第22/23次長期滞在クルー3名を国際宇宙ステーション（ISS）へ運ぶために2009年12月にソユーズFGによって打ち上げられたソユーズ宇宙船である。ソユーズTMA-17は1967年以来、ソユーズ宇宙船による104回目の飛行である。ソユーズTMA-17の乗組員は、2008年11月21日にアメリカ航空宇宙局によって決定された。ソユーズ宇宙船は、第22/23次長期滞在クルーの緊急脱出用として約5ヶ月間国際宇宙ステーションに留まり、6月2日無事帰還した。
野口聡一は秋山豊寛に次ぎ、ソユーズで打ち上げられた2人目の日本人となった。また、野口は副操縦士（フライトエンジニア）として日本人で初めて宇宙船の操縦業務に関わった。

## 乗組員
- オレッグ・コトフ (2) -  ロシア RSA
- ティモシー・クリーマー (1) -  アメリカ合衆国 NASA
- 野口聡一 (2) -  日本 JAXA

## バックアップ
- アントン・シカレロフ -  ロシア RSA
- ダグラス・ウィーロック -  アメリカ合衆国 NASA
- 古川聡 -  日本 JAXA